# オーワ (東京都)
株式会社オーワは、かつて東京都葛飾区に本社を置いていた鉄道車両・自動車用部品などを製造する企業。鉄道車両の内装部品・特殊自動車用の部品、半導体電子部品の製造を専門としていた。

2013年4月10日に事業停止、同年5月17日破産手続きを開始。